# Anatomisch-Chirurgisches Institut

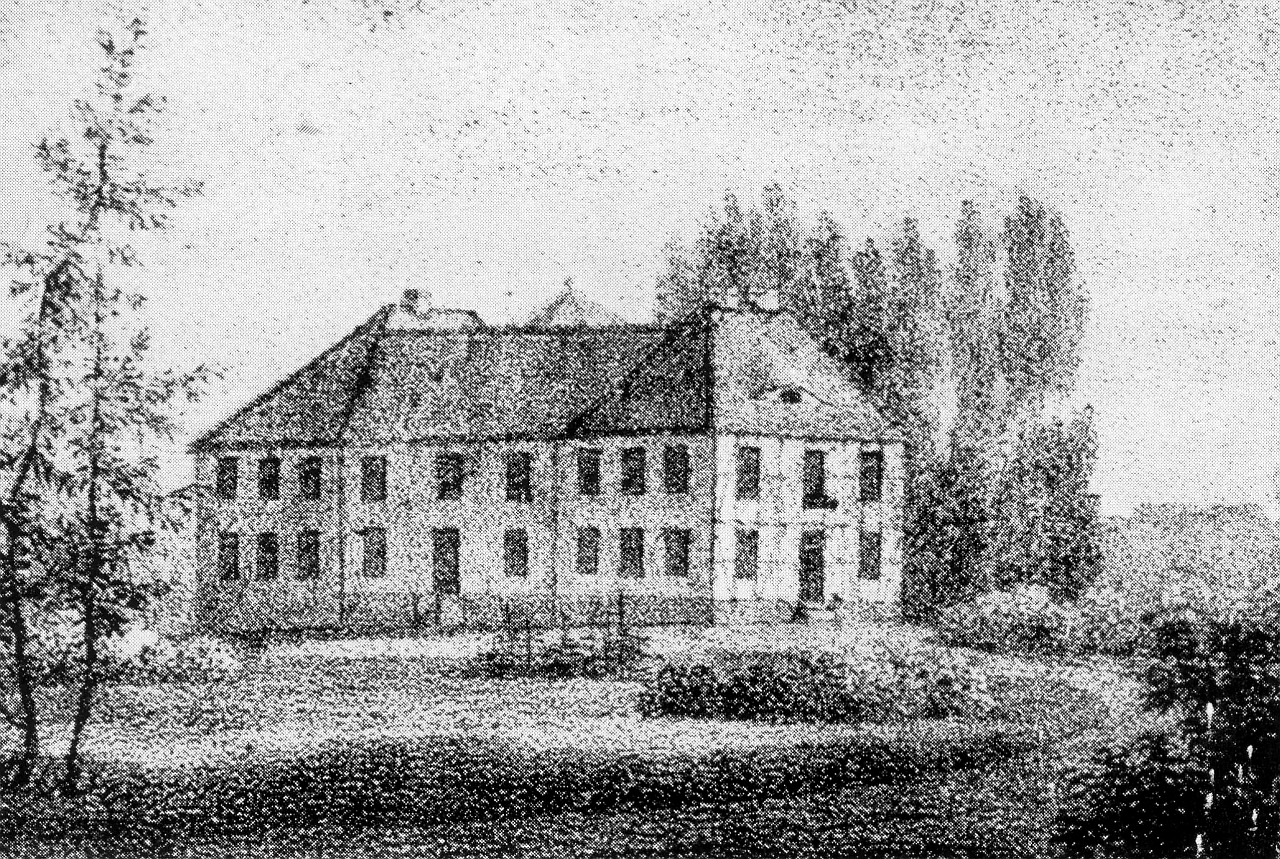
Anatomiegebäude auf dem Gaußberg um 1830, Lithografie von Carl Robolsky

Das Anatomisch-Chirurgische Institut in Braunschweig war eine dem Collegium Carolinum angegliederte Chirurgische Schule zur Ausbildung der Chirurgen und Hebammen im Land Braunschweig. Es bestand von 1750 bis 1869.

## Geschichte

### Braunschweigische Medizinal-Ordnung 1721
Vielfache Missstände in der medizinischen Versorgung im Fürstentum Braunschweig-Wolfenbüttel erweckten in Herzog August Wilhelm 1717 den Wunsch, eine übergeordnete Behörde, ein Collegium Medicum, zu schaffen. Während dieser Plan nicht umgesetzt wurde, gelang es jedoch mit der Herausgabe der Braunschweigischen Medizinal-Ordnung am 21. Februar 1721, dem Medizinalwesen im Fürstentum für mehr als ein Jahrhundert unter mehreren Ergänzungen eine feste Grundlage zu geben.

### Collegium Medicum 1747
Nach einem zunächst weitgehend störungsfreien Verlauf nahmen seit 1741 die Beschwerden über medizinische Pfuschereien durch Feldscher und ambulante Quacksalber derart zu, dass Herzog Karl I. am 4. Januar 1747 ein Collegium Medicum als Aufsichtsrat für medizinische und sanitäre Angelegenheiten einsetzte. Dieses aus Medizinern bestehende Gremium bestand davor bereits als beratende Einrichtung, erhielt jetzt aber weitgehende Vollmachten auf Kosten der Ortsbehörden und war direkt dem Landesherrn unterstellt. Dem Medizinalkollegium waren die Stadt- und Landphysici unterstellt, von denen es regelmäßige Berichte erhielt. Weitere Aufgaben bestanden in der Arzneimittelzulassung sowie in der Prüfung aller sich im Lande niederlassenden Medizinalpersonen, wie z. B. Chirurgen, Ärzte, Hebammen, Apotheker und Bader. Weiterhin unterlagen alle medizinischen Publikationen einer Vorzensur durch das Collegium.
Der geistige Vater und Dekan des Medizinalkollegiums, der Braunschweiger Stadtphysikus Rudolph August Behrens, starb bereits 1748. Als dessen Nachfolger berief Herzog Karl I. 1749 den hannöverschen Hofmedikus Heinrich Johann Meibom, Enkel des Helmstedter Anatomie-Professors Heinrich Meibom, nach Braunschweig. Dieser wurde sein Leibarzt und Hofrat. Auf Anraten Meiboms beschloss Herzog Karl 1749 die Gründung einer Fachschule für die wissenschaftliche Ausbildung seiner Chirurgen. Den zukünftigen Wundärzten sollte auch die Möglichkeit zur Teilnahme an Sektions- und Präparierkursen gegeben werden.

### Collegium Anatomico-Chirurgicum1750
Am 19. November 1750 wurde das Collegium Anatomico-Chirurgicum gegründet, dessen erster Direktor Hofrat Meibom wurde. Zum Professor der Anatomie wurde auf Empfehlung des hannöverschen Leibarztes Paul Gottlieb Werlhof der Mediziner Christian Jeremias Rollin berufen, der gleichzeitig Assessor beim Collegium Medium wurde. In den Satzungen der neuen Einrichtung heißt es: Das Collegium Anatomico-Chirurgicum setzet seinen Haupt-Endzweck in Unterrichtung der Chirurgorum und Hebammen. Die Unterrichtung geschieht in öffentlichen und besonderen Stunden auf dem Theatro Anatomico. Der erste Unterricht wurde im Januar 1751 aufgenommen. Die Sektionsübungen Rollins wurden durch den Prosektor Urban Brückmann begleitet. Während des Siebenjährigen Krieges wurde Braunschweig 1757 von französischen Truppen besetzt. Diese beschlagnahmten das Garnisonslazarett als Militärhospital, wodurch der Unterrichtsbetrieb erheblich gestört wurde. Nach Abzug der Franzosen wütete noch 1758 und 1759 eine Fleckfieberepidemie in der Stadt, die den Bau eines Krankenhauses erforderte. Der Bau des Armenkrankenhauses konnte aus Geldmangel erst 1780 verwirklicht werden. Die Pocken traten 1766 besonders stark auf, so dass man sich zu ersten Impfungen entschloss. Hierbei erwarb sich Carl Gottlieb Wagler, Lehrer des Anatomisch-Chirurgischen Instituts, besondere Verdienste.

### Niedergang und Ende 1869
Nach einer Blütezeit in den 1820er und 1830er Jahren nahm die Zahl der Auszubildenden in den Folgejahren rapide ab. Noch um 1827 waren fünf Professoren und ein Prosektor angestellt. Das Collegium Anatomico-Chirurgicum wurde am 4. Januar 1869 nach nahezu 120-jährigem Bestehen geschlossen.

## Einrichtungen

### Anatomiegebäude
Heinrich Johann Meibom setzte sich für die Einrichtung eines Anatomischen Theaters zur Durchführung anatomischer Demonstrationen zu Ausbildungszwecken ein. Dafür wurde ein Gebäude auf einer Anhöhe am Wendentor gewählt, das vormals vom Hofstaat zur Beobachtung des Jahrmarkttrubels beim Königsschießen genutzt wurde. Das Areal erhielt nachfolgend den Namen Anatomieberg, später die Bezeichnung Gaußberg. Dieses Theatrum Anatomicum sollte auf herzogliche Anordnung mit Anschauungsmaterial versorgt werden: Wenn Züchtlinge im Werkhause, Hospitalisten zu St. Leonhard, Arme, die ihren Unterhalt aus den Armen-Anstalten haben, Huren und Hur-Kinder versterben, soll solches dem Collegio Medico allemal gemeldet und solche Cadavera, wenn das Collegium Medicum es verlanget, dem Theatro Anatomico verabfolget werden. Um 1830 erhielt das Institut jährlich 25 bis 50 Leichen.
Das Rudolphsbollwerk wurde mit dem Bau der heutigen Inselwallpromenade zwischen 1831 und 1835 zu einer Parkanlage, dem heutigen Gaußberg, umgestaltet. Dabei wurde auch die alte Anatomie abgebrochen.

### Accouchierhaus
Auf Betreiben Carl Gottlieb Waglers wurde 1767 das seit 1759 geplante Accouchierhaus eröffnet. Diese Entbindungsanstalt befand sich an der Ecke der Wenden- und Wilhelmstraße und ermöglichte insbesondere unverheirateten Frauen eine bessere Entbindung.

### Armenkrankenhaus

Armenkrankenhaus, Wendentor, 1780, Kupferstich von Anton August Beck

Der Bau eines Herzoglichen Armenkrankenhauses wurde 1758 geplant, 1764 begonnen und 1780 von Ernst Wilhelm Horn vollendet. Das zweistöckige Eckhaus an der Wenden- und Wilhelmstraße war dem Accouchierhaus benachbart und diente der Unterbringung der bisher im Siechenhaus St. Leonhard und in Privathäusern untergebrachten Kranken. Die Benutzung stand allen Privatpersonen frei, die eine tägliche Gebühr für Verpflegung, Unterkunft, Arzneimittel sowie medizinische Behandlung zahlen mussten. Die Klinik wurde 1835/36 erweitert und 1843/44 in Herzogliches Krankenhaus umbenannt.

### Botanischer Garten
Im Jahre 1828 wurde ein botanischer Garten auf dem westlichen Ufer des Umflutgrabens angelegt. Es wurden zunächst kaum mehr als 200 Pflanzenarten auf knapp 0,9 ha kultiviert. Im Jahre 1836 übernahm Johann Heinrich Blasius den Lehrstuhl für beschreibende Naturwissenschaften. Zu seinen Aufgaben gehörten Vorlesungen in Botanik für die angehenden Wundärzte und die Leitung des noch bescheidenen Anatomiegartens, dessen Artenvielfalt sich unter Blasius erhöhte. Ein neuer botanischer Garten für das Collegium Carolinum wurde 1840 auf dem Gelände des ehemaligen herrschaftlichen Holzhofes angelegt. Der alte Teil des Gartens ging bei der Auflösung der Anatomieschule verloren.

## Lehrer
Folgende Lehrer wirkten in chronologischer Reihenfolge am Anatomisch-Chirurgischen Institut:
- Heinrich Johann Meibom, hannöverscher Hofmedikus, erster Institutsdirektor 1750
- Christian Jeremias Rollin (1703–1781), Professor für Anatomie von 1750 bis 1781
- Urban Brückmann (1728–1812), Professor und Prosektor
- Hermann Heinrich Christian Schrader (1733–1773), ab 1759 Professor der Hebammenkunst
- Carl Gottlieb Wagler (1731–1778), seit 1763 Lehrer für Geburtshilfe und Chirurgie
- Johann Christoph Sommer (1741–1802)
- Lorenz von Crell (1744–1816), 1771 bis 1773 Professor am Anatomisch-Chirurgischen Institut und am Collegium Carolinum
- Adolf Friedrich Nolde (1764–1813), Professor der Geburtshilfe
- Theodor Georg August Roose (1771–1803), Professor der Anatomie und Physiologie
- Georg Friedrich Hildebrandt (1764–1816), 1791 bis 1793 Professor der Anatomie
- Rudolf Wiedemann, 1794 Professor der Anatomie
- Karl Himly (1772–1837), 1795 Professor der Anatomie
- Carl Friedrich Julius Trömner (1800–1883)
- Victor von Bruns (1812–1883), 1839 Professor der Anatomie
- Theodor Engelbrecht (1813–1892), seit 1844 Professor für Physiologie
- Karl Uhde (1813–1885), Lehrer der Chirurgie
- Adolf Krukenberg (1816–1877)

## Schüler
Eine Auswahl bekannter Schüler gibt folgende Liste:
- Karl Himly, seit 1795 auch Lehrer am Institut
- Karl Scheller (1773–1843)
- Ernst Daniel August Bartels (1778–1838)